# This Is the Life
This Is the Life (hrvatski: Ovo je život) debitantski je album škotske kantautorice Amy Macdonald. Album se prodao u preko 3 milijuna primjeraka te je osvojio prva mjesta glazbenih ljestvica mnogih europskih zemalja, uključujući i Ujedinjeno Kraljevstvo. Prvi singl s albuma, "Poison Prince", izašao je 7. svibnja 2007.

## Popis pjesama
Sve pjesme je napisala Macdonald, ako nije drugačije naglašeno:
1. "Mr. Rock and Roll" – 3:35
2. "This Is the Life" – 3:05
3. "Poison Prince" – 3:28
4. "Youth of Today" – 4:00
5. "Run" – 3:50
6. "Let's Start a Band" – 4:05
7. "Barrowland Ballroom" – 3:58
8. "L.A." – 4:06 (Amy Macdonald i Pete Wilkinson)
9. "A Wish for Something More" – 3:46
10. "Footballer's Wife" – 5:06
11. "The Road to Home" – 2:20
12. "Caledonia" – 2:00 (Dougie MacLean)

## Singlovi
Ujedinjeno Kraljevstvo
- "Poison Prince"
- "Mr. Rock and Roll"
- "L.A."
- "This Is the Life"
- "Run"
- "Poison Prince" (reizdanje)

Europa
- "Mr. Rock and Roll"
- "This Is the Life"
- "Run"

Poljska
- "Poison Prince"
- "This Is the Life"
- "Mr. Rock and Roll"

Kanada i SAD
- "Mr. Rock and Roll"

## Izvođači
- Amy Macdonald - vokal, gitara
- Seton Daunt, Jolyon Dixon - električna gitara
- Susan Dench - viola
- Richard George, Jonathan Hill, Laura Melhuish - violina
- Audrey Riley - violončelo

## Top ljestvice
| Ljestvica           | Najviša pozicija |
| ------------------- | ---------------- |
| UK                  | 1                |
| SAD - Billboard 200 | 92               |
| Danska              | 1                |
| Švicarska           | 1                |
| Nizozemska          | 1                |
| Belgija             | 2                |
| Njemačka            | 3                |
| Irska               | 16               |
| Austrija            | 3                |
| Švedska             | 5                |
| Grčka               | 4                |
| Francuska           | 6                |

| Država    | Certifikat    | Prodani primjerci |
| --------- | ------------- | ----------------- |
| Austrija  | platinasti    | 30.000            |
| Belgija   | platinasti    | 50.000            |
| Danska    | platinasti    | 30.000            |
| Francuska | platinasti    | 220.000           |
| Njemačka  | 2x platinasti | 800.000           |
| Švedska   | zlatni        | 30.000            |
| Grčka     | zlatni        | 7.500             |
| Švicarska | 3x platinasti | 120.000           |
| UK        | 2x platinasti | 800.000           |